# Ко Бон
Ко Бон Сон Са Ним (кор. 고봉선사?, 高峯禪師?) (1890—1962) — дзэн-мастер и 77-й Патриарх корейского дзэн в своей линии передачи учения. Получил передачу Дхармы от дзэн-мастера Ман Гона. Наиболее известным его учеником, и единственным, которому он сделал передачу Дхармы, является дзэн-мастер Сун Сан. Был известен непримиримым характером, эксцентричной манерой учения. Критиковал монашество, отказываясь учить монахов. Предпочитая иметь дело с монахинями и мирянами. Закончил свою жизнь в монастыре Хвагеса в Сеуле, где сейчас находится ступа посвященная ему.